# アリゲーターガー
アリゲーターガー (英語: Alligator gar、学名：Atractosteus spatula) は、ガー目ガー科アトラクトステウス属に分類される魚類の一種。ガー科の最大種で、北アメリカ大陸最大級の淡水魚である。化石記録によると、ガー科は1億年以上前の白亜紀前期から存在していた。ガーは、サメの消化器系にも共通する腸の螺旋弁や、鰓呼吸と空気呼吸の両方を行うことのできる能力、初期の祖先の形態学的特徴の一部を保持しているため、「原始的な魚」や「生きた化石」と呼ばれることが多い。アリゲーターガーという名前は、幅広い吻と長く鋭い歯がアメリカアリゲーターに似ていることに由来する。最大で全長3.0 m程度まで成長すると言われる。
体は背面が茶色かオリーブ色で、腹面は薄い灰色か黄色である。メラニン含有量が多く、黒っぽくなる個体もまれに見られる。アリゲーターガーの鱗は他の魚の鱗とは異なり、骨のような菱形のガノイン鱗(硬鱗こうりん)で、縁が鋸歯状になっていることが多く、エナメル質のような物質で覆われている。ガノイン鱗は貫通することがほとんど不可能で、優れた防御力を発揮する。他のガーとは異なり、アリゲーターガーの上顎には獲物を突き刺してつかむための大きく鋭い歯が2列に並んでいる。アリゲーターガーは待ち伏せ型の捕食者で、主に魚食だが、水面に浮かんでいる水鳥や小型哺乳類も食べる。
アリゲーターガーの個体群は、生息地の破壊、無差別な駆除、無制限の漁獲の結果、歴史的生息域の多くから絶滅した。現在、個体群は主に米国南部からメキシコにかけて分布している。淡水湖や沼地からメキシコ湾沿いの汽水湿地、河口、湾に至るまで、さまざまな塩分濃度に適応できる。
ほぼ半世紀にわたり、アリゲーターガーは「trash fish (ゴミ魚)」またはスポーツフィッシングに有害な「迷惑種」と見なされ、米国の州および連邦当局によって駆除の対象となっていた。1980年代には、生態系を維持するために必要な生態学的バランスについての理解が深まり、アリゲーターガーは生態系の重要な要素であるという認識が浸透した。時間の経過とともに、アリゲーターガーは州および連邦機関によってある程度保護されるようになった。法律の下でも保護されており、州法または規制に違反した場合、特定の魚種の州間取引での輸送は違法となる。いくつかの州および連邦機関は野生個体数を監視しており、一般市民を啓蒙するためのプログラムを開始している。アリゲーターガーは、連邦の孵化場では個体数の増加を目的として、大学では研究目的で、メキシコでは食用として、池、プール、水路、タンクで養殖されている。

## 形態

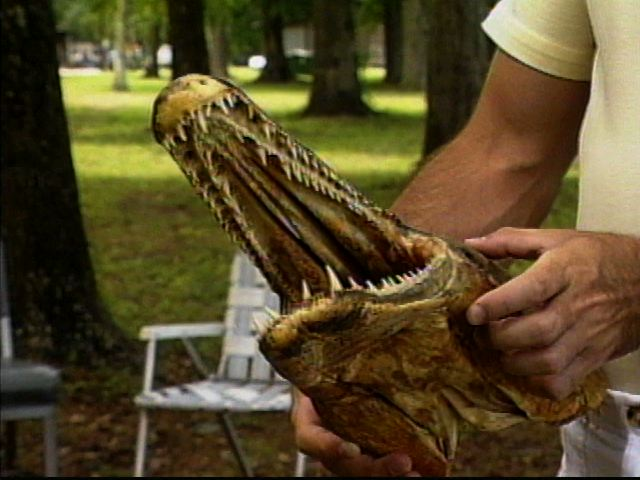
頭部の標本

ガー科の最大種であり、北米の淡水魚の中では最大級である。成熟したアリゲーターガーは、一般的に全長1.8 m、体重45 kgを超える。全長304.8cm、体重104.4kgの個体が、1953年にミシシッピ州で捕獲されている。これよりも大きな記録があるともされるが、信頼性に欠ける。1988年には全長252cmで体重157kgの個体が記録されたほか、1942年にも137kgの個体が記録されている。これらのものは、すべてミシシッピ川河口付近の個体である。非公式の記録だが、全長3 m、体重は159 kgにもなるという。公式記録で最大の個体は、2011年2月14日にミシシッピ川の三日月湖で漁をしていたミシシッピ州ヴィックスバーグの漁師の網にかかったもので、全長257.2cm、体重148kg、胴囲120cmであった。年齢は50から70歳、最長で95歳以上と推定される。この個体はミシシッピ自然科学博物館に寄贈され、展示されている。
ガーはすべて魚雷のような形をしているが、成体のアリゲーターガーの特徴としては、大きく重い体、幅広い頭と幅広で短い吻、大きく鋭い歯、上顎の二列の歯などが挙げられる。体色は通常茶色またはオリーブ色で、腹側は明るい灰色または黄色である。背鰭と臀鰭は体の後方に位置し、尾びれは非対称で短い異尾である。

## 生理学

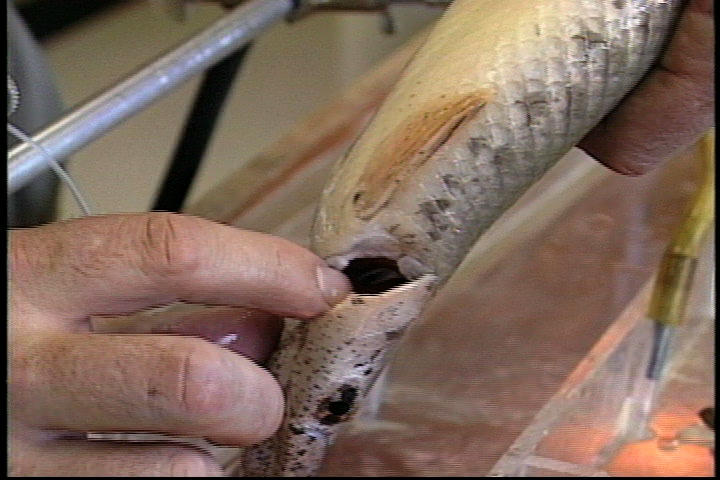
若い個体の鰓

アリゲーターガーにはえらがあるが、えら呼吸を補助する毛細血管の張り巡らされた鰾も持っている。鰾は浮力を提供するだけでなく、空気呼吸も可能にする。これにより、アリゲーターガーは低酸素状態の止水域にも生息することができる。そのような状況では他のほとんどの魚は水中の溶存酸素の不足により窒息死するが、アリゲーターガーの浮き袋は小さな空気管によって前腸につながっており、水面から空気を吸い込むことができる。この行動は暑い夏の間、 米国南部の湖で頻繁に見られる。
アリゲーターガーの体は、柔軟な鱗を持つ他の魚とは異なり、硬く関節があり、菱形で鋸歯状の縁を持つことが多いガノイン鱗で覆われている。丈夫な骨の内層と、歯のエナメル質と似たほとんど貫通不可能な外層で構成される。

## 進化と分類
アリゲーターガーは、1803年にベルナール・ジェルマン・ド・ラセペードによって初めて Lepisosteus spatula として記載された。1976年にE.O. Wileyによって、Atractosteus 属に分類された。種小名 spatula はラテン語でスプーンを意味し、幅広い吻に由来する。ガー目の化石は、白亜紀から漸新世にかけてヨーロッパで、白亜紀からはアフリカとインドで、白亜紀から現代にかけて北アメリカで収集されている。ガー科はガー目唯一の現生分類群で、すべて北アメリカと中央アメリカに生息している。化石記録によると、ガーの存在は1億年以上前の前期白亜紀にまで遡る。高度に進化した種であるにもかかわらず、アリゲーターガーは「原始的な魚」または「生きた化石」と呼ばれることがよくある。なぜなら、サメの消化器系にも共通する腸の螺旋弁、短い異尾、空気呼吸のための鰾など、祖先の形態学的特徴をいくつか保持しているからである。

## 摂食
アリゲーターガーは、主に魚食であるが、水面に浮かんでいる水鳥、カメ、小型哺乳類を待ち伏せして食べることもある。 水面下で静止し、獲物が気づかずに近くまで泳いでくるのを待つ。前方に突進し、大きく振りかぶって獲物をつかみ、二列の鋭い歯で突き刺す。
胃の内容物に関する研究の大部分は、彼らが主に Dorosoma 属などの魚、無脊椎動物、水鳥を食べることを示唆している。汽水域に生息する個体は、アオガニや、ハマギギ科の Ariopsis felis などを大量に食べることが知られている。彼らの胃の中に釣り道具やボートのエンジンの部品があることも明らかになっている。仔魚は卵黄の栄養を使い切ると、アカムシ、ボウフラ、動物プランクトンなどを食べるようになる。稚魚の段階に入ると、水生昆虫やその幼虫、水に落ちた昆虫、小さな甲殻類を捕食する。成長するにしたがって魚類を食べる割合が増えていく。

## 産卵
アリゲーターガーは長寿で、性成熟するのが遅い。ほとんどの雌は生後10年を過ぎるまで性成熟しないが、雄はその半分の時間で性成熟する。産卵が成功するには、正確な条件が必要である。産卵の準備は、日照時間の延長と水温の上昇により春に始まるが、産卵を誘発するには洪水も必要である。川の水位が上昇して氾濫原に広がると、三日月湖や沼地が形成され、陸生植物が浸水し、それが幼魚や稚魚に保護と栄養豊富な生息地を提供する。水温が20 - 28 °Cに達し、他のすべての条件が満たされると、ガーは産卵のために草が生い茂った浅瀬に移動する。
実際の産卵は、雄が妊娠した雌の周りに集まり、身をよじり、ぶつかり、雌の上を這い回るときに起こる。この行動が卵の放出の引き金となる。雄は、卵が水柱に放出されるときに受精させるために大量の精子を放出する。粘着性のある卵はその後、水中の植物に付着し、発育が始まる。卵は数日で孵化して仔魚になり、仔魚が植物から離れ、稚魚として動き回るにはさらに10日ほどかかる。産卵数は変動し、雌のサイズに依存すると考えられている。産卵数は体重1 gあたり4.1個で、平均すると産卵1回あたり約15万個である。卵は鮮やかな赤色で、摂取すると有毒である。

## 分布

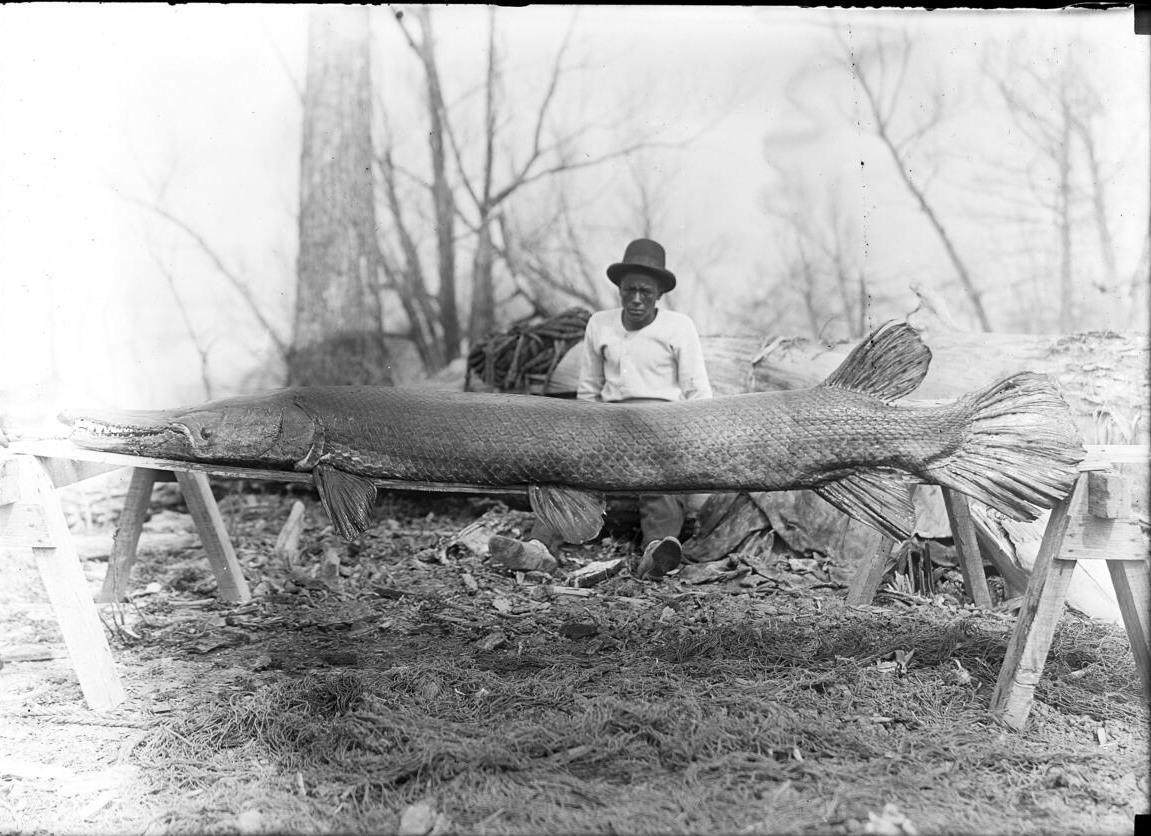
1910年3月、ミシシッピ州ムーンレイクで捕えられたアリゲーターガー

### 自然分布
アリゲーターガーは様々な水環境で見られ、ほとんどは米国南部の貯水池や湖、低地の河川、河口、塩性湿地、バイユー、湾に生息する。テキサス州の湾岸に沿ってメキシコのタマウリパス州やベラクルス州北部まで分布し、ニカラグアやコスタリカでの記録は疑わしい。メキシコ湾で時折目撃されている。テキサス州とルイジアナ州では、貯水池、バイユー、塩性湿地で大きなガーが水面を割って現れるのがよく見られる。ミシシッピ川下流域とアメリカ南部のメキシコ湾岸諸州から南はベラクルスに至るまでの全域に生息し、アメリカ合衆国ではテキサス州、オクラホマ州、ルイジアナ州、ケンタッキー州、ミシシッピ州、アラバマ州、テネシー州、アーカンソー州、ミズーリ州、イリノイ州、フロリダ州、ジョージア州に分布する。報告によると、アリゲーターガーはかつては生息域北部の大半に数多く生息していたが、現在では有効な目撃例は稀で、数年に1度程度である。歴史的な分布記録によると、アリゲーターガーはかつては北はカンザス州中部、ネブラスカ州、オハイオ州、アイオワ州、イリノイ州中西部に生息していたが、そこでは現在絶滅している。1922年、イリノイ州メレドシアでの捕獲が最北端の記録である。2016年には、侵略的外来種のコイを制御する取り組みの一環として、テネシー州とイリノイ州にアリゲーターガーを再導入する取り組みがあった。

### 移入分布
日本では外来種として生息し、各地から報告されている。鑑賞目的で飼育されていた個体が、放逸されたことによって侵入したと推測されている。大きな体と硬い鱗で天敵が少なく、有毒な卵が他の魚にとって脅威となる可能性がある
2008年11月、トルクメニスタンのカスピ海で、全長1.6 - 2.0 mの個体が捕獲された。2009年9月4日、香港の荃湾にある徳華公園で、全長0.99 mのアリゲーターガーが発見された。その後2日間で、香港の公共公園内の池で少なくとも16匹のアリゲーターガーが発見され、最大のものは全長1.5 mであった。近隣住民によると、飼育個体が池に放たれ、数年間そこに生息していたという。アリゲーターガーをワニと誤認した住民からの苦情を受けて、いくつかの主要な地元新聞の見出しに「恐ろしい人食い魚」などの用語が登場し始めた。徳華公園の職員は、大型の個体が子供に危害を加える可能性があることを懸念し、全てのアリゲーターガーを駆除した。アリゲーターガーの外見や大きく鋭い歯は、人々に不当な恐怖を抱かせることがある。報道によりアリゲーターガーが人間を捕食するという誤解が生まれたが、そのような事例は無い。2011年1月21日、シンガポールのパシール・リスの運河で、全長1.5 mのアリゲーターガーが2人の釣り人によって捕獲された。
インド各地でアリゲーターガーが捕獲されたという報告があるが、これらは飼育個体の放流の結果だと考えられている。2015年8月、ダダールにある井戸の中で、布に絡まったアリゲーターガーが発見された。このアリゲーターガーは長い間そこに生息しており、活動家によって救出され、無傷で井戸に戻された。2016年6月、コルカタのスバーシュ・サロバー湖で、全長1 mのアリゲーターガーが捕獲された。沿岸や個人の池など、様々な場所から発見されている。
2020年6月27日、北キプロスの貯水池の岸で、体長112 cmのアリゲーターガーが死んでいるのが発見された。キプロス野生生物研究所の専門家によると、最近放されたが環境に適応できずに死んだとみられ、何年もそこに生息していた可能性もある。詳細を調べるために検死が行われた。2023年5月12日には、カシミール州のダル湖で除草作業中に全長60 cm未満のアリゲーターガーが捕獲され、生態系への潜在的な影響が懸念された。

## 人間との関係

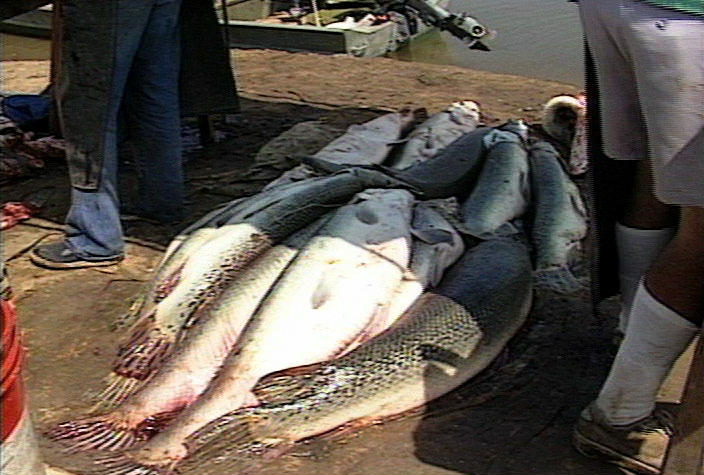
捕獲されたアリゲーターガー

### 初期の利用
南部のネイティブ・アメリカンやカリブ人は、アリゲーターガーの鱗を矢じりや胸当て、鋤を覆う盾として使っていた。初期の入植者は皮をなめして丈夫な革を作り、木製の鋤を覆ったり、財布を作ったり、その他さまざまなものを作った。ガーの油は、アーカンソー州の人々によってブユ避けとしても使われていた。
ほぼ半世紀にわたり、アリゲーターガーは「trash fish (ゴミ魚)」または「迷惑種」とみなされ、州および連邦当局は、ゲームフィッシュの個体数を保護するため、および人間への襲撃の疑いを防ぐために、アリゲーターガーを駆除の対象としていた。人間を襲撃するという主張は、捕獲されたアリゲーターガーが船のデッキで暴れ回って時折負傷したという例外を除いて、いまだに証明されていない。漁師たちは、自分たちが素晴らしいサービスを提供していると信じて、何千匹ものアリゲーターガーの駆除に参加した。1992年、「The Alligator Gar: Predator or Prey? (アリゲーターガー：捕食者か獲物か？)」と題した、アリゲーターガーの生涯を記録した番組が放送された。アリゲーターガーがまだゴミ魚と呼ばれていた時代に、アリゲーターガーについて制作され、全国的に放映された最初のドキュメンタリーであった。10年以上経って、米国に残存するアリゲーターガーの個体群を保護するための重要な措置が講じられた。最初に実行したのは、テネシー州、アーカンソー州、ケンタッキー州、イリノイ州、アラバマ州、ミシシッピ州、テキサス州、オクラホマ州、ルイジアナ州と提携したミズーリ州自然保護局であった。

### スポーツフィッシング

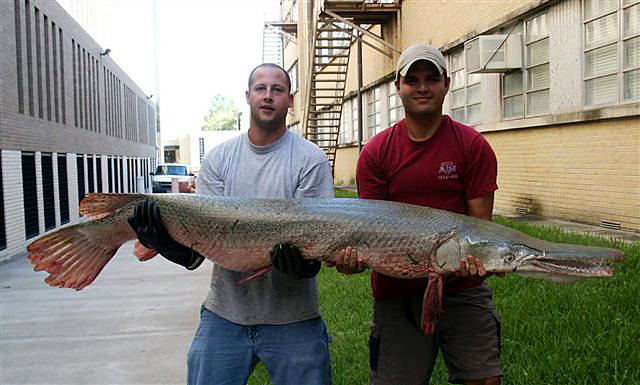
2004年にテキサス州で捕獲された、全長1.8 m、体重59 kgの個体

アリゲーターガーは長年、ゴミ魚や迷惑な魚として世間から認識されてきたが、テレビ番組で取り上げられたことがきっかけで、スポーツ魚としてのアリゲーターガーに対する国内外の注目が高まり、変化してきた。オクラホマ州、テキサス州、アーカンソー州、ミシシッピ州、ルイジアナ州では、規制された条件でアリゲーターガーのスポーツフィッシングが許可されている。テキサス州はアリゲーターガーの漁場として最も恵まれた場所の1つであり、持続可能な漁場を維持するための取り組みの一環として、2009年に1日1匹の持ち帰り制限を設けた。テキサス州の記録、および釣り竿とリールで釣られた最大のアリゲーターガーの世界記録は、1951年1月1日にビル・バルベルデがテキサス州のリオグランデ川で釣った127 kgの個体である。アリゲーターガーは、その大きなサイズ、トロフィーとしての可能性、強い引きにより、ボウフィッシングの愛好家の間で非常に人気がある。テキサス州におけるボウフィッシングの記録は、2001年にマーティ・マクレランがトリニティ川で130 kgのアリゲーターガーを釣ったことで樹立された。オールタックルの記録は、1953年にTC・ピアス・ジュニアがトロットラインで釣った137 kgの個体である。1991年に、釣りガイドのカーク・カークランドは、トリニティ川でロッドとラインを使って全長2.9 mのアリゲーターガーを釣ったという逸話を報告した。

### 商業化と養殖

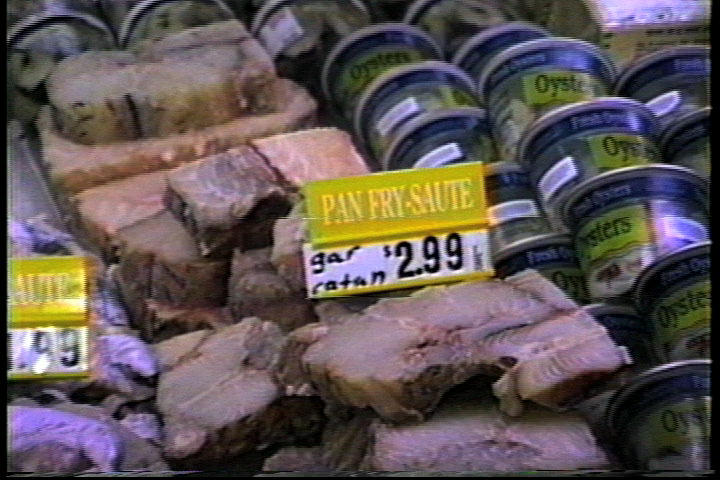
ガーの切り身

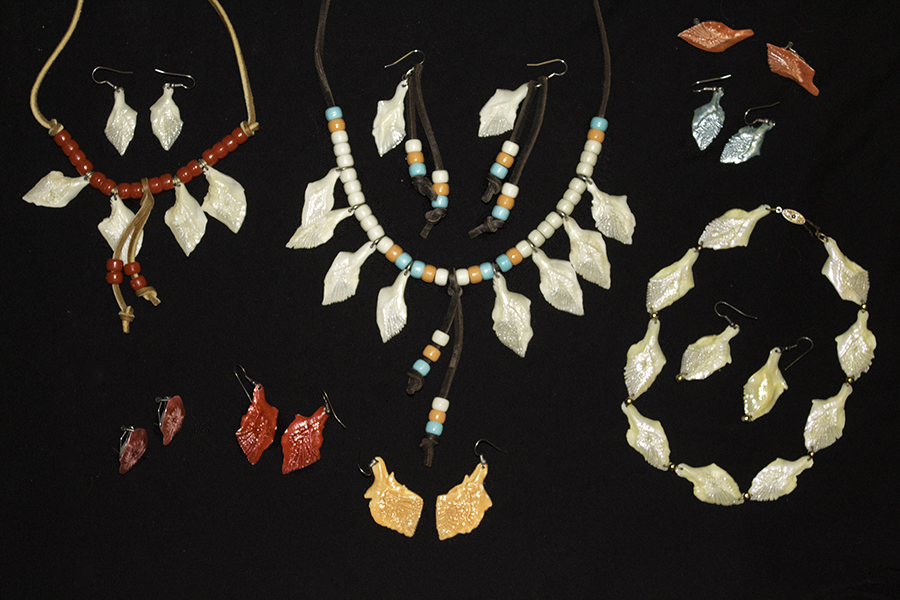
鱗のアクセサリー

アリゲーターガーの生息数は歴史的生息域全体で減少しており、野生個体群の監視と商業漁獲の規制が必要となっている。アリゲーターガーは白身の切り身の収量が多く、体重に対する廃棄物の割合は少ない。揚げたガーボール、グリルした切り身、カニの煮汁と一緒に水で煮た切り身は、米国南部で人気の料理である。アリゲーターガーの鱗片から作ったジュエリーをデザインして販売する小規模な家内工業もある。中には、ランプシェード、財布、その他さまざまなノベルティアイテムを作るために皮をなめす人もいる。歴史的に、卸売業者に商業的に販売される野生ガーの肉の価格は、1ポンドあたり1.00ドルから2.50ドルの間で変動している。スーパーマーケットや専門店での小売価格は、1ポンドあたり3.00ドルから3.50ドルの範囲である。
日本に持ち込まれて捨てられた個体を捕まえて食べた人によると、白身であり、肉の外見はシチメンチョウに近いが、食感は脂が無くパサパサで、身と皮の間には川魚特有の臭みが溜まっているという。
アリゲーターガー、トロピカルガー、キューバンガーを含むアトラクトステウス属の種は、特に発展途上地域では養殖に適していると考えられており、急速な成長、耐病性、幼魚の人工飼料への容易な適応、低水質への耐性がある。空気と水の両方で呼吸できるため、養殖で一般的に使用される高価なエアレーションシステムやその他の技術は不要である。北米のほとんどの地域で「ゴミ」または「粗悪」な魚と見なされているにもかかわらず、中米と米国南部の地域では人気の食用魚になっている。ガーの野生個体群を維持することは、「地元の食料生産、水族館の取引、生物多様性の保護」のための持続可能な養殖を維持するためにますます重要になっている。

### 飼育

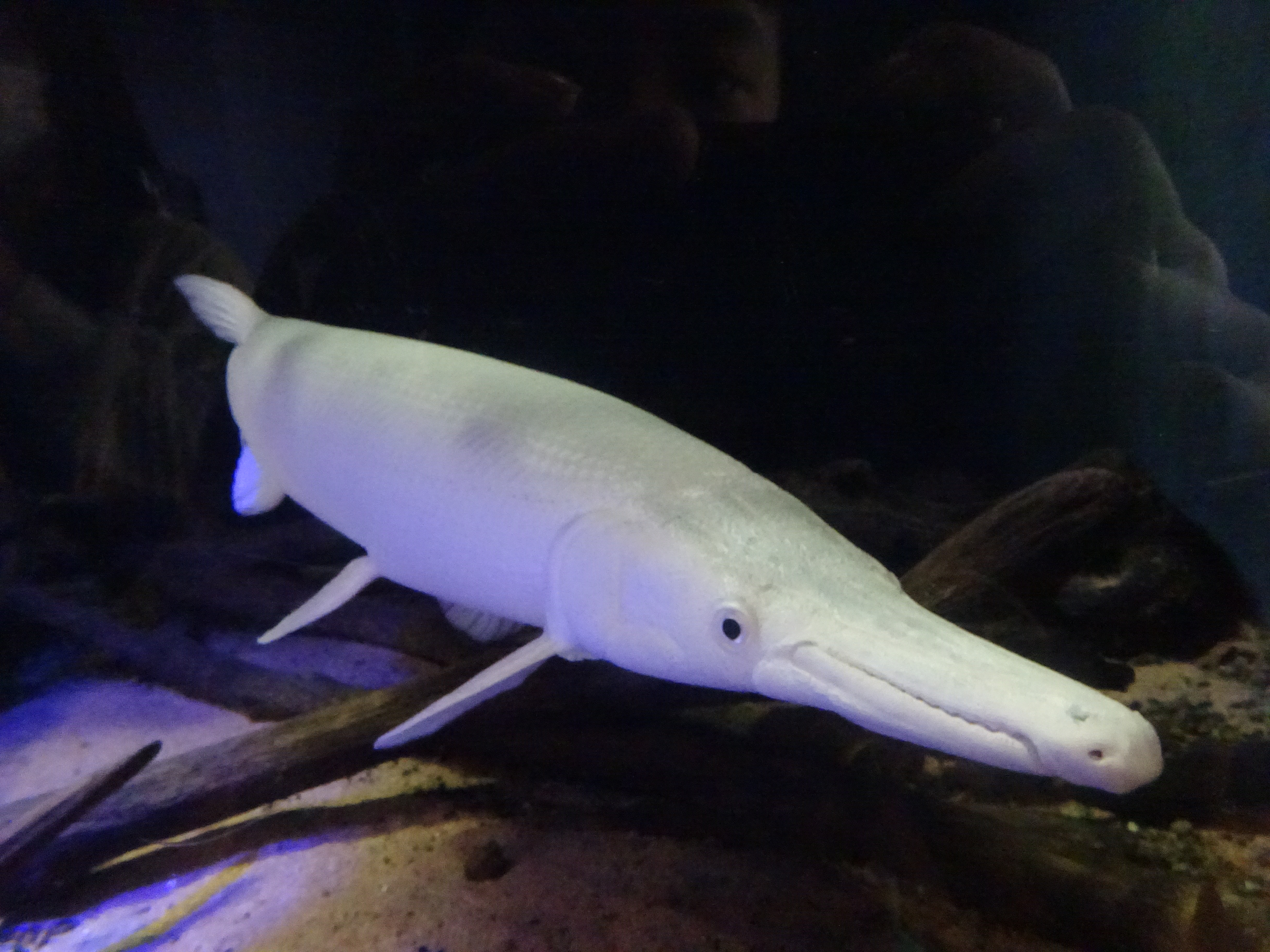
全身の白い「プラチナアリゲーターガー」

アリゲーターガーは観賞魚として飼育されている。アリゲーターガーを飼育するには、非常に大きな水槽または池と、十分な資源が必要である。多くの地域では、アリゲーターガーをペットとして飼うことは違法である。2011年6月、フロリダ州とルイジアナ州の3人の男性が、テキサス州トリニティ川から野生のアリゲーターガーを違法に採取し、個人向けに日本に輸送しようとした罪で起訴された。起訴状は、合衆国魚類野生生物局、テキサス州公園野生生物局、フロリダ州魚類野生生物保護委員会の特別捜査官による覆面捜査の結果である。容疑には、州際通商で輸送される魚類に虚偽のラベルを提出する罪、州法または規則に違反して州際通商で魚類を輸送する罪、州法または規則に違反して州際通商で魚類を輸送および販売する罪が含まれていた。共謀者のうち2人は1つの罪状について有罪を認め、政府は彼らに対する他の2つの罪状を取り下げた。3人目の共謀者は3つの罪状すべてで裁判にかけられ、1つの罪状で無罪となったが、2つの罪状で有罪となった。地方裁判所は彼に9ヶ月の懲役と1年間の保護観察を言い渡した。この事件は控訴され、2014年4月15日に控訴裁判所は地方裁判所の判決を支持した。日本では、2018年2月にガー科単位で特定外来生物への指定となった。